# ISU Junior Grand Prix w łyżwiarstwie figurowym 2022/2023
ISU Junior Grand Prix w łyżwiarstwie figurowym 2022/2023 – 25. edycja zawodów w łyżwiarstwie figurowym w kategorii juniorów. Zawodnicy podczas tego sezonu wystąpili w ośmiu zawodach tego cyklu rozgrywek. Rywalizacja rozpoczęła się 24 sierpnia w Courchevel, a finał cyklu rozgrywano 8–11 grudnia 2022 roku w Turynie.
W dniach 28 września – 1 października miały odbyć się zawody JGP w Grenoble, które zostały odwołane przez Francuską Federację Sportów Lodowych. Organizacja zawodów w tym terminie została przejęta przez Polski Związek Łyżwiarstwa Figurowego, który został gospodarzem dwóch zawodów JGP z rzędu, JGP Solidarity Cup oraz JGP Baltic Cup.

## Kalendarium zawodów
| Lp. | Data                              | Miejsce    | Zawody                            | Źr.   |
| --- | --------------------------------- | ---------- | --------------------------------- | ----- |
| 1   | 24–27 sierpnia 2022               | Courchevel | JGP we Francji                    |       |
| 2   | 31 sierpnia – 3 września 2022     | Ostrawa    | JGP w Czechach                    |       |
| 3   | 7–10 września 2022                | Ryga       | JGP na Łotwie                     |       |
| 4   | 21–24 września 2022               | Erywań     | JGP w Armenii                     | [ 2 ] |
| 5   | 28 września – 1 października 2022 | Gdańsk     | JGP w Polsce (JGP Solidarity Cup) |       |
| 6   | 5–8 października 2022             | Gdańsk     | JGP w Polsce (JGP Baltic Cup)     |       |
| 7   | 12–15 października 2022           | Egna       | JGP we Włoszech                   |       |
| 8   | 8–11 grudnia 2022                 | Turyn      | Finał Junior Grand Prix           |       |

## Medaliści

### Soliści
| Zawody    | 1. miejsce           | 2. miejsce        | 3. miejsce              | Źr.             |                 |
| --------- | -------------------- | ----------------- | ----------------------- | --------------- | --------------- |
| Francja   | Shunsuke Nakamura    | Cha Young-hyun    | Ryoga Morimoto          | [ 3 ]           |                 |
| Czechy    | Nozomu Yoshioka      | Nikolaj Memola    | Andreas Nordebäck       | [ 4 ]           |                 |
| Łotwa     | Nikolaj Memola       | Rio Nakata        | Rachat Bralin           | [ 5 ]           |                 |
| Armenia   | Zawody odwołano      | Zawody odwołano   | Zawody odwołano         | Zawody odwołano | Zawody odwołano |
| Polska    | Lucas Broussard      | Chen Yudong       | Raffaele Francesco Zich | [ 6 ]           |                 |
| Polska    | Takeru Amine Kataise | Robert Yampolsky  | Seo Min-kyu             | [ 7 ]           |                 |
| Włochy    | Lucas Broussard      | Shunsuke Nakamura | Takeru Amine Kataise    | [ 8 ]           |                 |
| Finał JGP | Nikolaj Memola       | Lucas Broussard   | Nozomu Yoshioka         | [ 9 ]           |                 |

### Solistki
| Zawody    | 1. miejsce      | 2. miejsce      | 3. miejsce      | Źr.             |                 |
| --------- | --------------- | --------------- | --------------- | --------------- | --------------- |
| Francja   | Hana Yoshida    | Ayumi Shibayama | Kim Yu-Jae      | [ 10 ]          |                 |
| Czechy    | Mao Shimada     | Kwon Min-sol    | Ikura Kushida   | [ 11 ]          |                 |
| Łotwa     | Shin Ji-a       | Soho Lee        | Ami Nakai       | [ 12 ]          |                 |
| Armenia   | Zawody odwołano | Zawody odwołano | Zawody odwołano | Zawody odwołano | Zawody odwołano |
| Polska    | Mao Shimada     | Mone Chiba      | Kim Chae-yeon   | [ 13 ]          |                 |
| Polska    | Ami Nakai       | Shin Ji-a       | Kwon Min-sol    | [ 14 ]          |                 |
| Włochy    | Hana Yoshida    | Kim Chae-yeon   | Inga Gurgenidze | [ 15 ]          |                 |
| Finał JGP | Mao Shimada     | Shin Ji-a       | Kim Chae-yeon   | [ 16 ]          |                 |

### Pary sportowe
| Zawody    | 1. miejsce                                      | 2. miejsce                        | 3. miejsce                           | Źr.                       |
| --------- | ----------------------------------------------- | --------------------------------- | ------------------------------------ | ------------------------- |
| Francja   | konkurencji nie rozegrano                       | konkurencji nie rozegrano         | konkurencji nie rozegrano            | konkurencji nie rozegrano |
| Czechy    | Sophia Baram / Daniel Tioumentsev               | Cayla Smith / Andy Deng           | Chloe Panetta / Kieran Thrasher      | [ 17 ]                    |
| Łotwa     | Cayla Smith / Andy Deng                         | Ava Rae Kemp / Yohnatan Elizarov  | Ashlyn Schmitz / Tristan Taylor      | [ 18 ]                    |
| Armenia   | konkurencji nie rozegrano                       | konkurencji nie rozegrano         | konkurencji nie rozegrano            | konkurencji nie rozegrano |
| Polska    | Anastasija Gołubiewa / Hektor Giotopoulos Moore | Wioletta Sierowa / Iwan Chobta    | Haruna Murakami / Sumitada Moriguchi | [ 19 ]                    |
| Polska    | Anastasija Gołubiewa / Hektor Giotopoulos Moore | Wioletta Sierowa / Iwan Chobta    | Sophia Baram / Daniel Tioumentsev    | [ 20 ]                    |
| Włochy    | konkurencji nie rozegrano                       | konkurencji nie rozegrano         | konkurencji nie rozegrano            | konkurencji nie rozegrano |
| Finał JGP | Anastasija Gołubiewa / Hektor Giotopoulos Moore | Sophia Baram / Daniel Tioumentsev | Cayla Smith / Andy Deng              | [ 21 ]                    |

### Pary taneczne
| Zawody    | 1. miejsce                        | 2. miejsce                          | 3. miejsce                          | Źr.             |                 |
| --------- | --------------------------------- | ----------------------------------- | ----------------------------------- | --------------- | --------------- |
| Francja   | Hannah Lim / Ye Quan              | Célina Fradji / Jean-Hans Fourneaux | Vanessa Pham / Jonathan Rogers      | [ 22 ]          |                 |
| Czechy    | Kateřina Mrázková / Daniel Mrázek | Phebe Bekker / James Hernandez      | Nao Kida / Masaya Morita            | [ 23 ]          |                 |
| Łotwa     | Darya Grimm / Michail Savitskiy   | Sandrine Gauthier / Quentin Thieren | Marija Pinczuk / Mykyta Pogoriełow  | [ 24 ]          |                 |
| Armenia   | Zawody odwołano                   | Zawody odwołano                     | Zawody odwołano                     | Zawody odwołano | Zawody odwołano |
| Polska    | Nadiia Bashynska / Peter Beaumont | Phebe Bekker / James Hernandez      | Celina Fradji / Jean-Hans Fourneaux | [ 25 ]          |                 |
| Polska    | Nadiia Bashynska / Peter Beaumont | Darya Grimm / Michail Savitskiy     | Jordyn Lewis / Noah McMillan        | [ 26 ]          |                 |
| Włochy    | Kateřina Mrázková / Daniel Mrázek | Hannah Lim / Ye Quan                | Leah Neset / Artem Markelov         | [ 27 ]          |                 |
| Finał JGP | Nadiia Bashynska / Peter Beaumont | Hannah Lim / Ye Quan                | Kateřina Mrázková / Daniel Mrázek   | [ 28 ]          |                 |